# Keckiella ternata
Keckiella ternata är en grobladsväxtart som först beskrevs av John Torrey och Samuel Frederick Gray, och fick sitt nu gällande namn av Richard Myron Straw. Keckiella ternata ingår i släktet Keckiella och familjen grobladsväxter. Utöver nominatformen finns också underarten K. t. septentrionalis.